# كروزا (دوستان)
كروزا (بالفارسية: کروزا) هي قرية تقع في إيران في قسم دوستان الريفي.